# Pleurodeles waltl
El gallipato (Pleurodeles waltl) es el mayor anfibio urodelo de Europa, un tritón que puede llegar a alcanzar los 30 cm de longitud, de los que aproximadamente la mitad corresponden a la cola. Se encuadra en la familia Salamandridae, la misma que la salamandra común y la mayoría de los urodelos europego. 

## Descripción

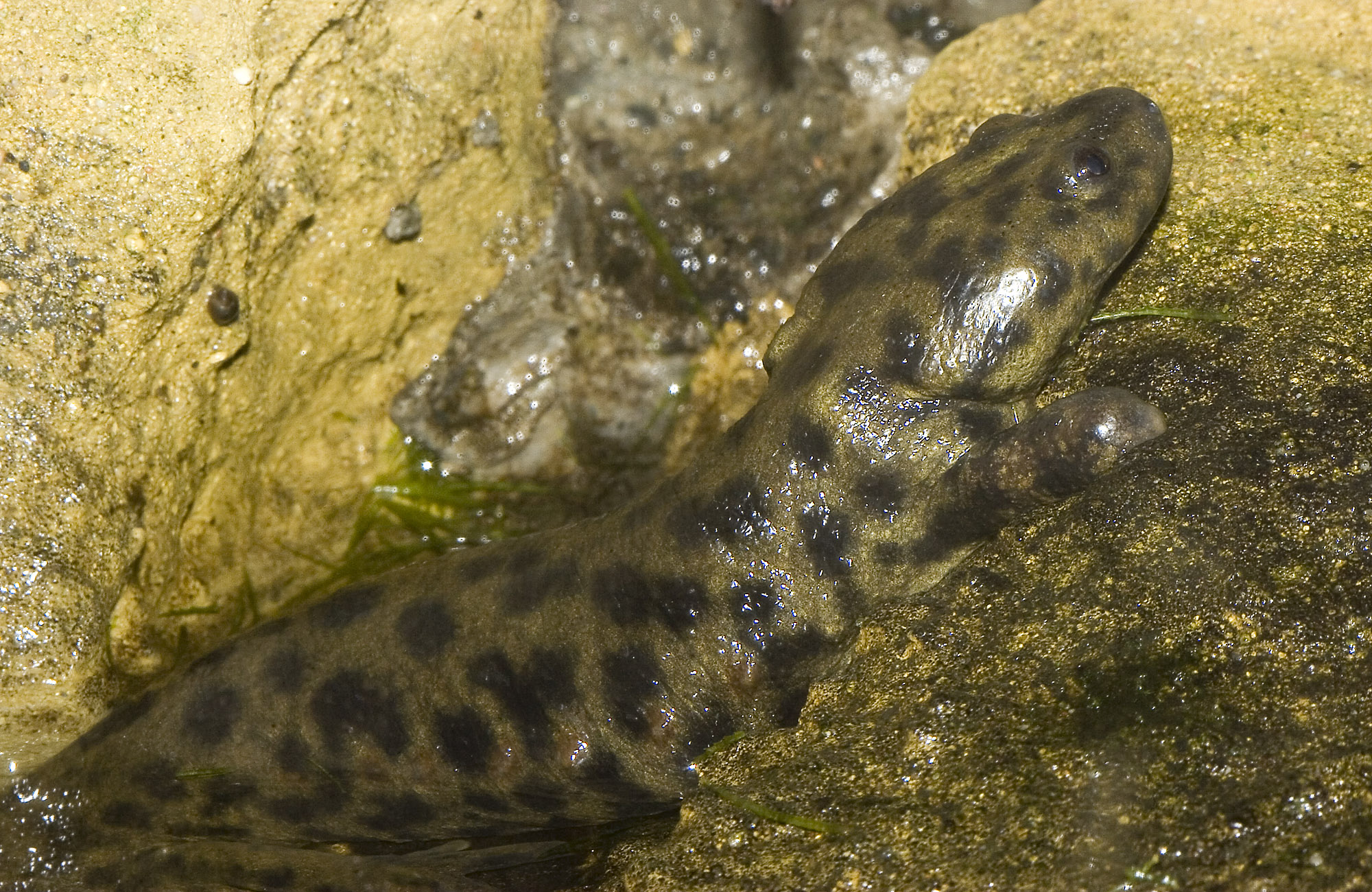
Los abultamientos de los costados corresponden a los extremos de las costillas.

Posee una cabeza grande, ancha en la parte posterior, con ojos pequeños, que se vuelven saltones hacia arriba cuando la aplasta hasta convertirla en apenas un disco semicircular. 
El cuerpo se halla cubierto por verrugas de punta negra y su coloración varía del prácticamente negro al amarillo pálido, aunque suele ser gris pardusca con manchas oscuras y un color más claro en la parte ventral.
La cola, comprimida lateralmente, suele mostrar la misma coloración que el resto del cuerpo con bandas anaranjadas ocasionalmente en los bordes superior e inferior.
Presenta crestas caudales pequeñas, algo más desarrolladas en los machos durante el periodo reproductivo.
En cada costado se hace visible una hilera de 7 a 10 manchas anaranjadas que coinciden con los extremos de las costillas y por donde, en ocasiones, asoman los extremos de éstas, considerado este hecho como un mecanismo de defensa por diversos autores. Este mecanismo podría ser considerado como un primitivo y rudimentario sistema de inoculación, aunque es totalmente inofensivo para el hombre.
En caso de ataque, a la vez que las costillas se extienden hacia el exterior del cuerpo, secretan un veneno que se produce en glándulas existentes para tal efecto. Estas costillas recubiertas de veneno crean un eficiente mecanismo de picadura que inyecta toxinas el la fina piel de la boca del depredador. El efectivo sistema inmunológico del gallipato y las costillas recubiertas de colágeno consiguen que la piel perforada durante este mecanismo de defensa se recupere rápidamente y sin infecciones.
En cuanto a dimorfismo sexual, los machos suelen ser más estilizados que las hembras, con unos miembros anteriores más robustos, los cuales presentan unas callosidades de color negro en la época de celo. Sirven para afianzar la aprehensión durante el amplexo, evitando que se escurra la hembra mientras la agarra desde abajo.

## Hábitos

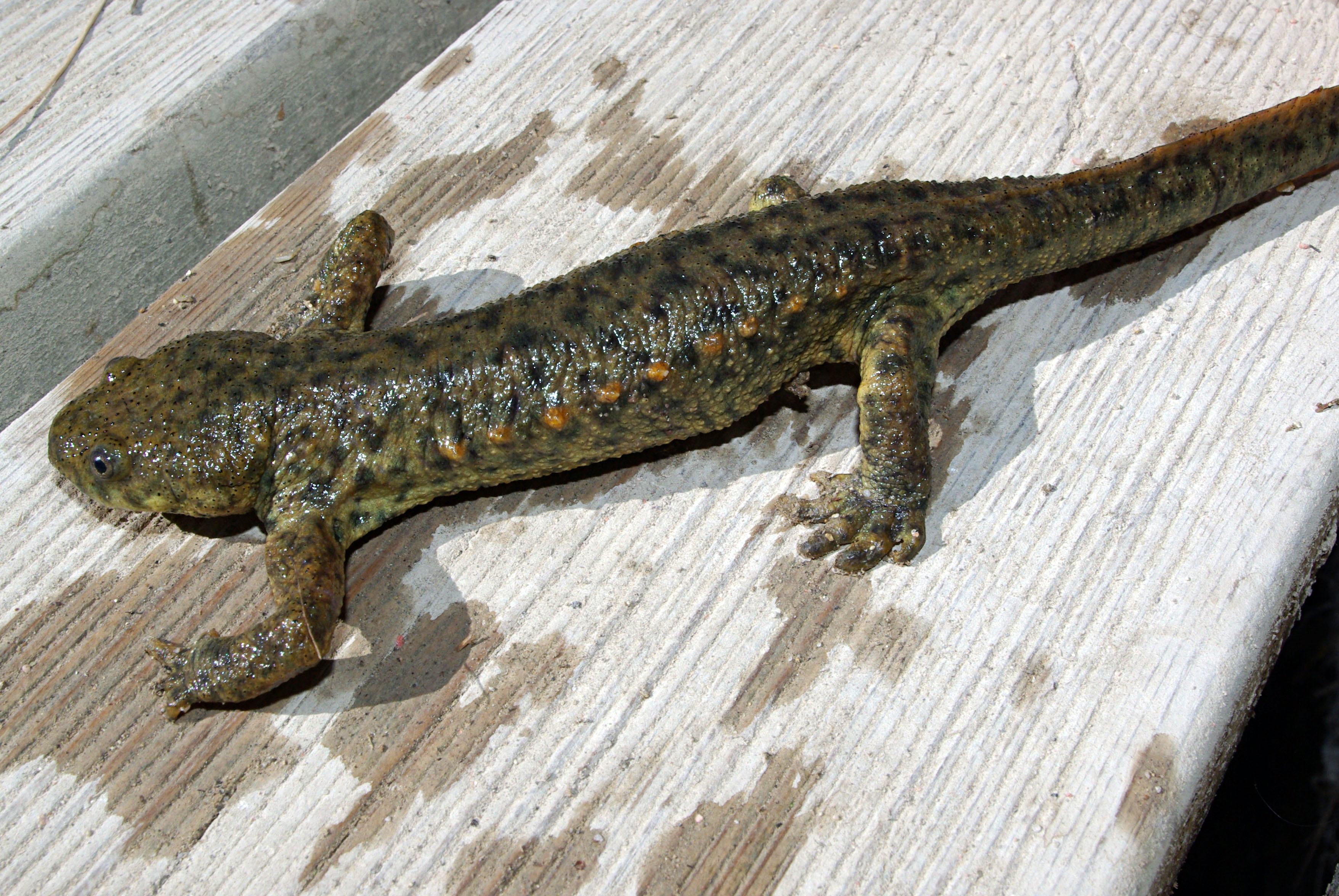
Un ejemplar de gallipato, en el río Bajoz, cerca de La Santa Espina (Valladolid).

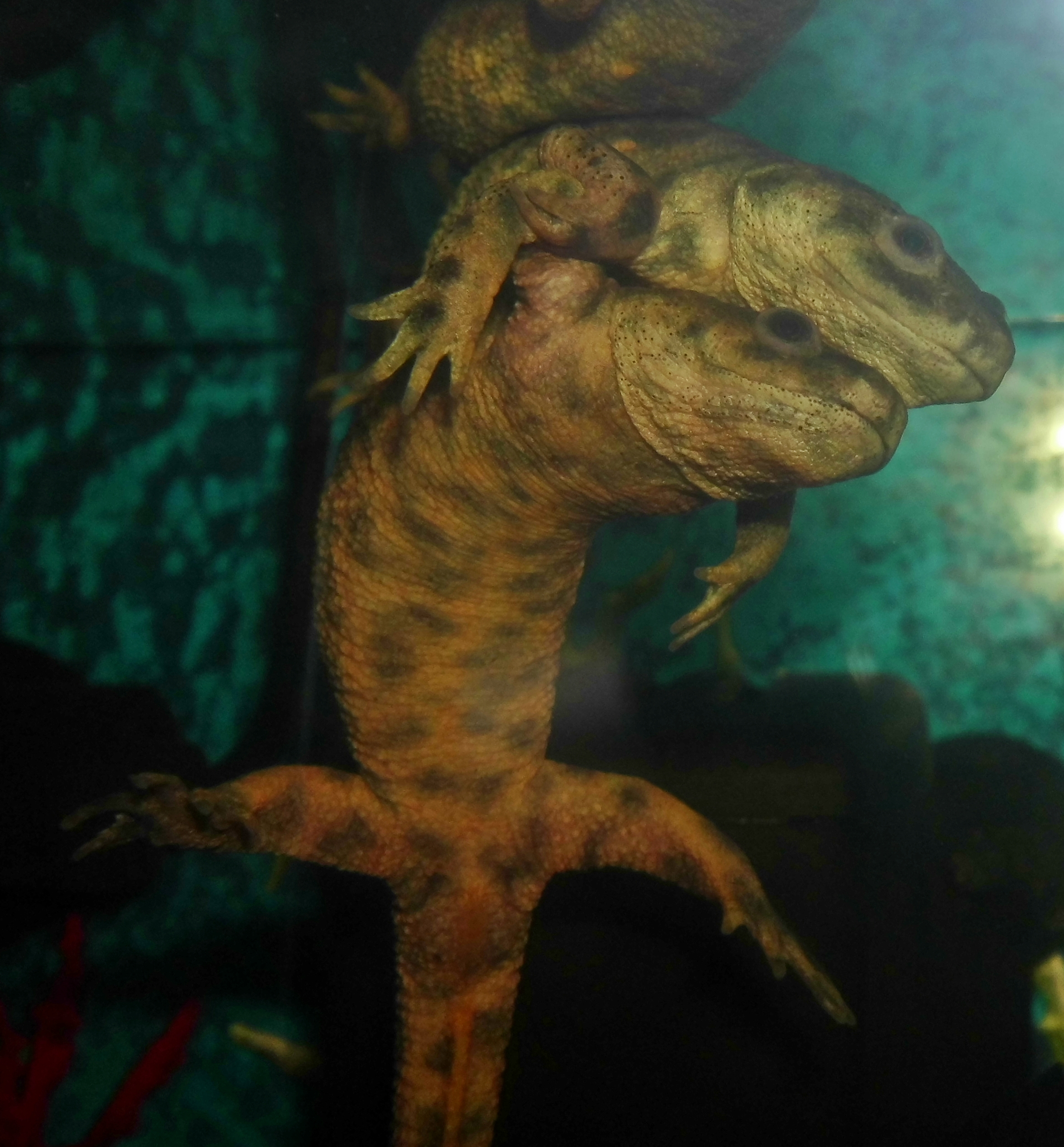
Reproducción

Son animales que pasan casi todo el tiempo dentro del agua, de la que salen raramente, algo más los juveniles, de noche o cuando el tiempo es húmedo. Nadan con agilidad y fuerza. Se encuentran en arroyos, riachuelos de curso lento y también tanques, cisternas y charcas más o menos permanentes.
Son carnívoros, como los otros anfibios, alimentándose de pequeños animales acuáticos, sobre todo larvas de insectos, renacuajos, sanguijuelas. Arrojan sus fauces abiertas sobre cualquier cosa que se mueva, lo que termina dando lugar a frecuentes casos de canibalismo.
Realizan el cortejo bajo el agua y la hembra pone entre 300 y 1000  huevos. Los va fijando uno por uno a las hojas de plantas acuáticas, utilizando un moco adhesivo para enrollar la hoja alrededor del huevo.

## Distribución
Es una especie limitada al centro y sur de la península ibérica y a la llanura costera de Marruecos. Altitudinalmente se ha citado su presencia en la península ibérica hasta los 1470 m s. n. m. Hay otras dos especies en el  género Pleurodeles, P. nebulosus de las zonas mediterráneas de Argelia y Túnez y P. poireti, un endemismo puntual de la península de Edough, en Argelia.

## Utilidad
El gallipato ha sido usado extensamente en laboratorios de todo el mundo para investigaciones biológicas en campos relacionados con la fisiología y la embriología, y últimamente también en el estudio de la genética del desarrollo. Ha demostrado gran utilidad, como otros anfibios, en trabajos relativos a los efectos biológicos de la contaminación ambiental. También se ha empleado en trabajos de Biología espacial, habiendo sido transportados ejemplares al espacio en naves soviéticas y rusas de la serie Cosmos y a la estación Mir donde, sometidas a microgravedad, demostraron una capacidad acrecentada de regeneración en sus fases juveniles. En la Tierra han sido utilizados también en experimentos bajo condiciones de hipergravedad.[cita requerida]